# Олимпийски стадион (Сочи)
Олимпийски Стадион „Фищ“ е стадион в Сочи, Русия, построен за зимните олимпийски игри 2014 г. Именуван на планината Фищ, стадионът е част от олимпийския парк Сочи, като на него се провеждат церемониите по откриване и закриване на игрите.
След игрите стадионът ще се използва от националния отбор по футбол на Русия. „Фищ“ ще бъде един от 11-те стадиона, на които ще се проведат мачове от световното първенство по футбол през 2018 г.
Стадионът е с капацитет 40 000 за олимпиадата, като за световното първенство по футбол ще бъде увеличен до 47 659, а след това ще бъде сведен до 25 000 зрители.